# Liste de gares en Russie

Carte des principales voies ferrées de Russie en 2009.

La liste des gares en Russie est une liste non exhaustive des gares ferroviaires du réseau de transport ferroviaire en Russie.

## Liste par ordre alphabétique

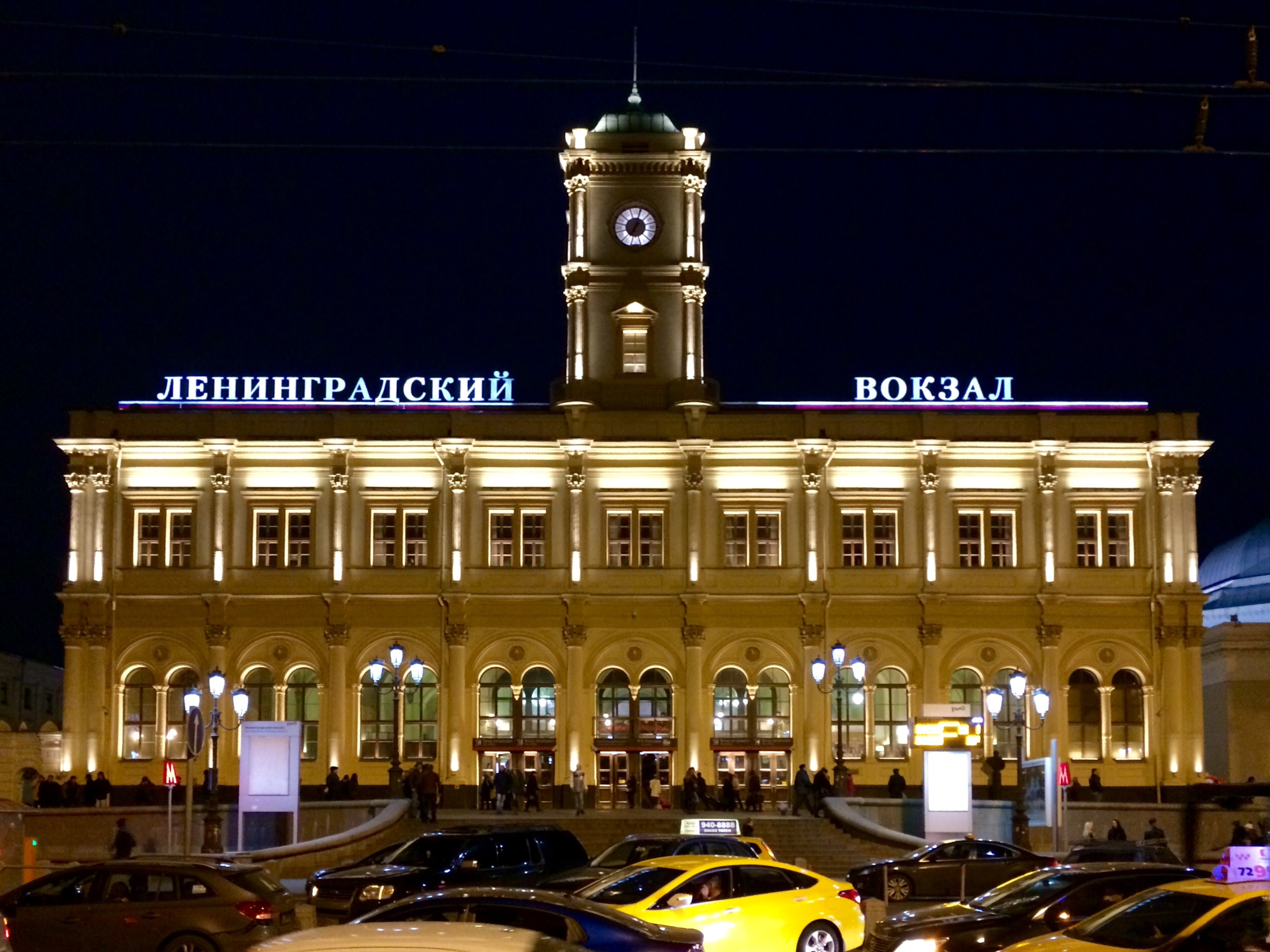
Gare de Léningrad (Moscou)

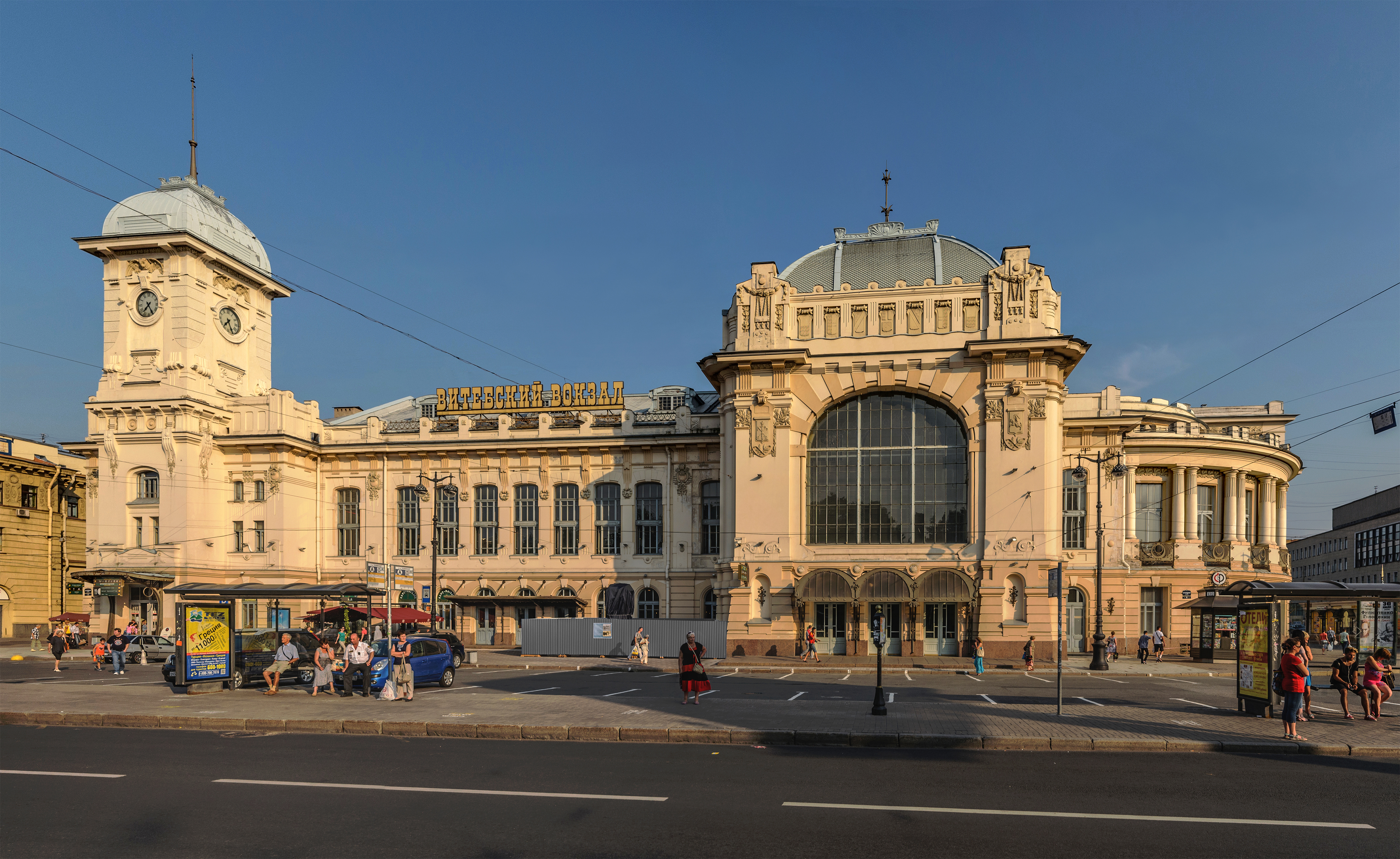
Gare de Vitebsk (Saint-Pétersbourg

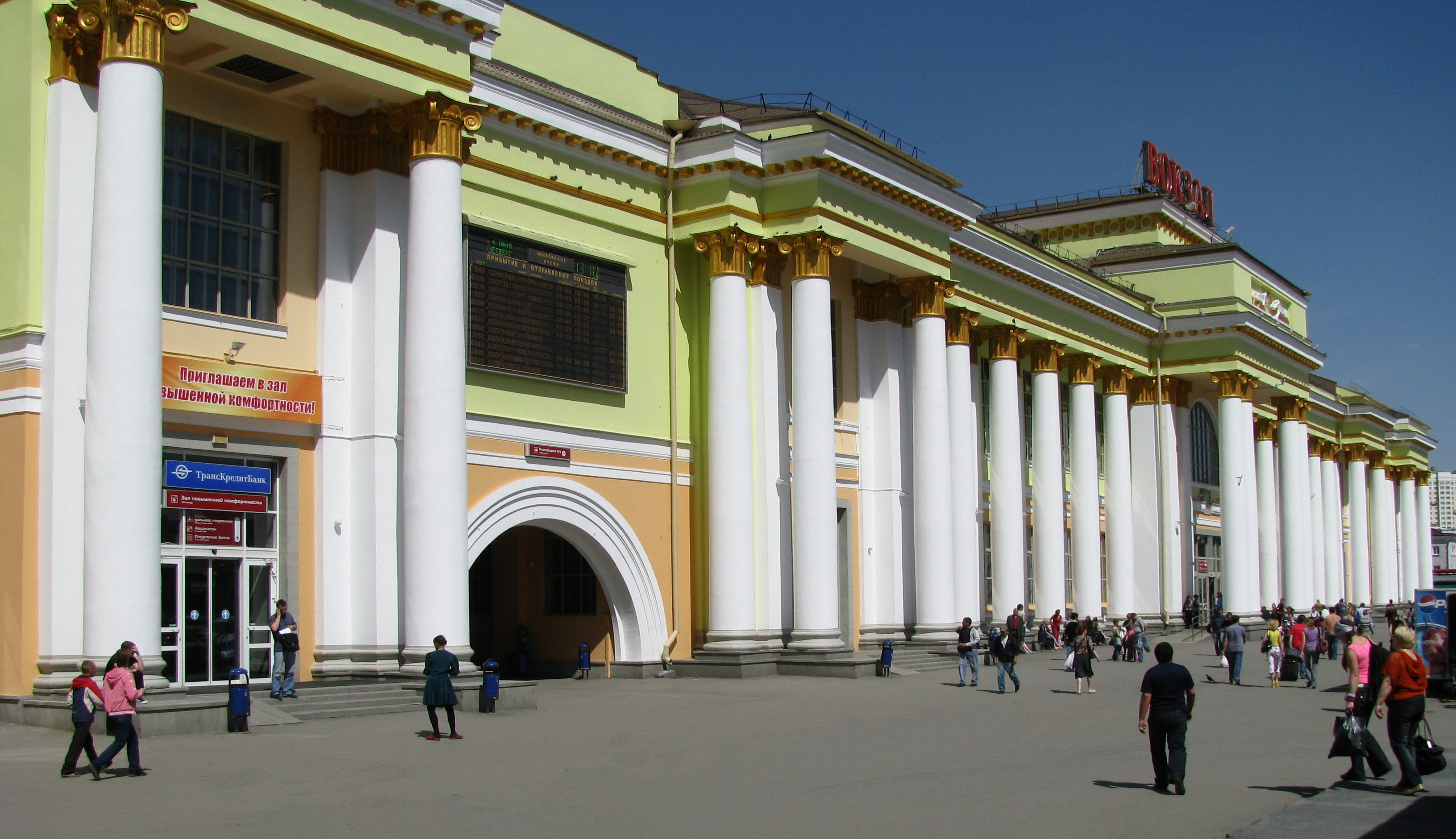
Gare d'Ekaterinbourg

### Moscou
- Gare de Biélorussie (Белорусский вокзал)
- Gare de Iaroslavl (Ярославский вокзал)
- Gare de Kazan (Казанский вокзал)
- Gare de Kiev (Киевский вокзал)
- Gare de Koursk (Курский вокзал)
- Gare de Léningrad (Ленингра́дский вокза́л)
- Gare de Paveliets (Павелецкий вокзал)
- Gare de Riga (Рижский вокзал)
- Gare de Saviolovo (Савёловский вокзал)

### Saint-Pétersbourg
- Gare de la Baltique (Балти́йский вокза́л)
- Gare de Finlande (Финляндский вокзал)
- Gare de Moscou (Московский вокзал)
- Gare de Staraïa Derevnia (Ста́рая Дере́вня вокзал)
- Gare de Varsovie (Варша́вский вокза́л) (transformée en musée)
- Gare de Vitebsk (Ви́тебский вокза́л)

### Oblast de Kaliningrad
- Gare de Svetlogorsk I
- Gare de Svetlogorsk II
- Gare de Kaliningrad-Passajirski (Станция Калининград-Пассажи́рский)

### Reste du pays
- Gare d'Adler (Станция Адлер)
- Gare d'Azov (Станция Азов)
- Gare de Tchertkovo (станция Чертково)
- Gatchina Terminal-de-la-Baltique.
- Gare Gatchina-Varsovie.
- Gare de Deviatkino (Девяткино)
- Gare de Gavrilovo (станция Гаврилово)
- Gare de Gloubokaïa (станция Глубокая)
- Gare d'Iekaterinbourg-Passajirski (Станция Екатеринбург-Пассажирский)
- Gare d'Irkoutsk-Passajirski (Станция Ирку́тск-Пассажи́рский)
- Gare de Kazan-Passajirskaïa (Станция Казань-Пассажи́рская)
- Gare de Khabarovsk I (Станция Хабаровск I)
- Gare de Kingisepp
- Gare de Krasnodar-1 (Станция Краснодар-1)
- Gare de Krasnoïarsk-Passajirski (Станция Красноярск-Пассажирский)
- Koursk :
  - Gare de Rychkovo,
  - Gare de Koursk.
- Gare Lgov-Kiev.
- Gare de Mourmansk (Станция Мурманск)
- Gare de Nijni Novgorod-Moscou (Станция Нижний Новгород-Московский)
- Gare de Novorossiisk (Станция Новороссийск)
- Gare centrale de Novossibirsk (Станция Новосибирск-Главный)
- Gare d'Omsk-Passajirski (Станция Омск-Пассажирский)
- Gare d'Oufa (Станция Уфа)
- Gare d'Oussouriïsk
- Gare de Perm II (Станция Пермь-II)
- Gare de Port Kavkaz (Станция Порт Кавказ)
- Gare de Priobye (Станция Приобье)
- Gare de Pskov-Passajirski (Станция Псков-Пассажи́рский)
- Gare de Rostov-Glavny (Станция Росто́в-Гла́вный)
- Gare de Samara-Passazhirskaya (Станция Самара-Пассажирская)
- Gare de Simferopol
- Gare de Sotchi (Станция Сочи)
- Gare de Sotchi-Aéroport (Станция Аэропорт Сочи)
- Gare de Soudja.
- Gare de Syzran (Сызрань I).
- Gare centrale de Tcheliabinsk (Станция Челябинск-Главный)
- Gare de Tcherepovets (Станция Череповец)
- gare de Tver.
- Gare de Vladivostok (Станция Владивосток);
- Gare de Volgograd (Станция Волгоград).
- Gare de Vologda (Станция Вологда).
- Gare de Voronej I (Станция Воронеж I)
- Gare Vtoraïa Retchka .
- Gare de Vyborg (Станция Выборг)
- Gare impériale de Tsarskoïe Selo (en ruines, actuellement en restauration) (Императорский павильон)